# 영광군의 국회의원

## 행정구역 변천
- 1945년 8월 15일 전라남도 영광군
- 1963년 1월 1일 위도면이 부안군에 편입

## 영광군의 역대 국회의원 일람
| 대수         | 이름           | 소속정당       | 임기                               | 선거구역                         |
| ------------ | -------------- | -------------- | ---------------------------------- | -------------------------------- |
| 제1대        | 조영규(曺泳珪) | 한국민주당     | 1948년 5월 31일 - 1950년 5월 30일  | 영광군 일원                      |
| 제2대        | 정헌조(鄭憲祚) | 대한청년단     | 1950년 5월 31일 - 1954년 5월 30일  | 영광군 일원                      |
| 제3대        | 조영규(曺泳珪) | 민주국민당     | 1954년 5월 31일 - 1958년 5월 30일  | 영광군 일원                      |
| 제4대        | 조영규(曺泳珪) | 민주당         | 1958년 5월 31일 - 1960년 7월 28일  | 영광군 일원                      |
| 제5대 민의원 | 조영규(曺泳珪) | 민주당         | 1960년 7월 29일 - 1961년 5월 16일  | 영광군 일원                      |
| 제6대        | 정헌조(鄭憲祚) | 민주공화당     | 1963년 12월 17일 - 1967년 6월 30일 | 영광군·함평군 일원               |
| 제7대        | 윤인식(尹仁植) | 민주공화당     | 1967년 7월 1일 - 1971년 6월 30일   | 영광군·함평군 일원               |
| 제8대        | 박종진(朴鍾軫) | 민주공화당     | 1971년 7월 1일 - 1972년 10월 17일  | 영광군 일원                      |
| 제9대        | 윤인식(尹仁植) | 민주공화당     | 1973년 3월 12일 - 1979년 3월 11일  | 영광군·함평군·장성군 일원        |
| 제9대        | 이진연(李震淵) | 신민당         | 1973년 3월 12일 - 1979년 3월 11일  | 영광군·함평군·장성군 일원        |
| 제10대       | 김재식(金在植) | 민주공화당     | 1979년 3월 12일 - 1980년 10월 27일 | 영광군·함평군·장성군 일원        |
| 제10대       | 이진연(李震淵) | 신민당         | 1979년 3월 12일 - 1980년 10월 27일 | 영광군·함평군·장성군 일원        |
| 제11대       | 조기상(曺淇相) | 민주정의당     | 1981년 4월 11일 - 1985년 4월 10일  | 영광군·함평군·장성군 일원        |
| 제11대       | 이원형(李沅衡) | 신정당         | 1981년 4월 11일 - 1985년 4월 10일  | 영광군·함평군·장성군 일원        |
| 제12대       | 조기상(曺淇相) | 민주정의당     | 1985년 4월 11일 - 1988년 5월 29일  | 영광군·함평군·장성군 일원        |
| 제12대       | 이진연(李震淵) | 민주한국당     | 1985년 4월 11일 - 1988년 5월 29일  | 영광군·함평군·장성군 일원        |
| 제13대       | 서경원(徐敬元) | 평화민주당     | 1988년 5월 30일 - 1990년 8월 24일  | 함평군·영광군 일원               |
| 제13대       | 이수인(李壽仁) | 평화민주당     | 1990년 11월 12일 - 1992년 5월 29일 | 함평군·영광군 일원               |
| 제14대       | 김인곤(金仁坤) | 민주당         | 1992년 5월 30일 - 1996년 5월 29일  | 함평군·영광군 일원               |
| 제15대       | 김인곤(金仁坤) | 새정치국민회의 | 1996년 5월 30일 - 2000년 5월 29일  | 함평군·영광군 일원               |
| 제16대       | 이낙연(李洛淵) | 새천년민주당   | 2000년 5월 30일 - 2004년 5월 29일  | 함평군·영광군 일원               |
| 제17대       | 이낙연(李洛淵) | 새천년민주당   | 2004년 5월 30일 - 2008년 5월 29일  | 함평군·영광군 일원               |
| 제18대       | 이낙연(李洛淵) | 통합민주당     | 2008년 5월 30일 ~ 2012년 5월 29일  | 함평군·영광군·장성군 일원        |
| 제19대       | 이낙연(李洛淵) | 민주통합당     | 2012년 5월 30일 - 2014년 5월 15일  | 담양군·함평군·영광군·장성군 일원 |
| 제19대       | 이개호(李介昊) | 새정치민주연합 | 2014년 7월 31일 - 2016년 5월 29일  | 담양군·함평군·영광군·장성군 일원 |
| 제20대       | 이개호(李介昊) | 더불어민주당   | 2016년 5월 30일 - 2020년 5월 29일  | 담양군·함평군·영광군·장성군 일원 |
| 제21대       | 이개호(李介昊) | 더불어민주당   | 2020년 5월 30일 - 2024년 5월 29일  | 담양군·함평군·영광군·장성군 일원 |
| 제22대       | 이개호(李介昊) | 더불어민주당   | 2024년 5월 30일 -                  | 담양군·함평군·영광군·장성군 일원 |

## 같이 보기
- 부안군의 국회의원
- 함평군의 국회의원
- 장성군의 국회의원
- 담양군의 국회의원
- 함평군·영광군
- 함평군·영광군·장성군
- 담양군·함평군·영광군·장성군